# Raffaele Fallica
Raffaele Fallica, all'anagrafe Umberto Francesco Raffaele Fallica (Milano, 18 maggio 1948), è un attore, doppiatore e direttore del doppiaggio italiano.

## Biografia
Lavora come doppiatore in molte società di doppiaggio; è stato inoltre presidente della ADC Group di Milano.
Tra i suoi doppiaggi, ha doppiato cartoni animati e film cinema, senza però ignorare i telefilm.
Tra i film cinema, è noto per aver doppiato Bert Lahr nell'edizione del 1985 del film Il mago di Oz nel ruolo del leone codardo.
Ha inoltre lavorato come attore al cinema e in televisione.
In televisione ha lavorato nella seconda serie di Provaci ancora prof!, ma è soprattutto noto per aver recitato nella sit-com Casa Vianello con Sandra Mondaini e Raimondo Vianello. Inoltre, è anche apparso in un episodio della terza stagione della sitcom Camera Café.
Tra i doppiaggi di videogiochi é noto per essere la voce di Raziel in Soul Reaver e Soul Reaver 2, Werner Von Croy in Tomb Raider: The Last Revelation e Tomb Raider: Chronicles, Vladimir Lem in Max Payne e Max Payne 2 e il Professore di Ape Escape in PlayStation All-Stars Battle Royale.
Presenta manifestazioni e docufilm antologici sulla storia del cinema e del doppiaggio assieme al regista Franco Longobardi.

## Filmografia

### Cinema
- La fine della notte, regia di Davide Ferrario (1989)
- Anime fiammeggianti, regia di Davide Ferrario (1994)
- Guarda il cielo: Stella, Sonia, Silvia, regia di Piergiorgio Gay (2000)
- La spettatrice, regia di Paolo Franchi (2004)
- Volevo solo dormirle addosso, regia di Eugenio Cappuccio (2004)

### Televisione
- Il povero soldato - miniserie TV (1978)
- Doppia indagine - miniserie TV, 3 episodi (1978)
- Paura sul mondo - miniserie TV (1979)
- Atelier - miniserie TV, 1 episodio (1987)
- Cri Cri - serie TV, 19 episodi (1990)
- Cascina Vianello - serie TV, 1 episodio (1996)
- Cocco Bill - serie TV, solo voce (2002)
- L'avvocato - serie TV, 1 episodio (2003)
- Casa Vianello - serie TV, (2000-2007)
- Camera Café - serie TV, 1 episodio (2005)
- La dolce Rita - film TV (2005)

## Doppiaggio

### Cinema
- Bud Cort in The Big Empty
- Carlos Carrasco in Parker
- Bert Lahr in Il mago di Oz (Ridoppiaggio 1985)

### Telenovelas
- Armando Bogus in Ciranda de pedra

### Serie televisive
- Donal Logue in Vikings
- DeForest Kelley in Star Trek (Leonard "Bones" McCoy, 1^ voce)

### Serie animate
- Will Scarlet in Rocket Robin Hood
- King Bradley in Fullmetal Alchemist e Fullmetal Alchemist Brotherhood
- Gluttony in Fullmetal Alchemist: Brotherhood
- Il maggiore in Hellsing Ultimate
- Garuru in Keroro
- Hacchan in One Piece (ep.387-400)
- Gringham in Overlord
- Dr. Caballeron in My Little Pony - L'amicizia è magica
- Veyron in That Time I Got Reincarnated as a Slime the Movie: Scarlet Bond
- Genichi Fukamachi in Baki Hanma

### Videogiochi
- Giocoliere e Prete in Broken Sword: Il segreto dei Templari (1996)[1]
- Runciter, Zuben, Bullet Bob, Moraji, Leon, Lance e Governatore Kolvig in Blade Runner (1997)[2]
- Agente Coniglio in Dementia: è uno stato mentale (1997)[3]
- Venditore di pillole, Peg e Clem in The Feeble Files (1997)[4]
- Charlie Bog e dottor Victor Frankenstein in Hollywood Monsters (1997)[5]
- Geniere in Commandos: Dietro le linee nemiche (1998), Commandos: Quando il dovere chiama (1999), Commandos 2: Men of Courage (2001)[6]
- Barbiere, Immigrante, Domatore e Nave Mercantile in Caesar III (1998)[7]
- Voce narrante in Ninja: Shadow of Darkness (1998)
- Jack Baldwin, Oracolo, Sciamano e Imul il giardiniere in The Journeyman Project 3 - Il retaggio del tempo (1998)[8]
- Nihilanth in Half-Life (1998)[9]
- Raziel in Legacy of Kain: Soul Reaver (1999), Legacy of Kain: Soul Reaver 2 (2001)
- Emilio Baza, Abate Arnaud, MacDougall e soldato romano in Gabriel Knight 3: Il mistero di Rennes-le-Chateau (1999)[10]
- Werner Von Croy in Tomb Raider: The Last Revelation (1999),[11] Tomb Raider: Chronicles (2000)[12]
- Tuareg in Tomb Raider: The Last Revelation (1999)
- Voce narrante in Asterix: La battaglia dei galli (2000)[13]
- Obed Morton in Alone in the Dark: The New Nightmare (2001)[14]
- Voce narrante, Cecchino e Partigiano Francese in Commandos 2: Men of Courage (2001)[6]
- Voce narrante in Stronghold (2001)[15]
- Vladimir Lem in Max Payne (2001),[16] Max Payne 2: The Fall of Max Payne (2003)[17]
- Voce narrante in Baldur's Gate: Dark Alliance (2001)[18]
- Voce narrante in Heroes of Might and Magic IV (2002)[19]
- Luigi in Mafia: The City of Lost Heaven (2002)[20]
- Prigioniero in Hitman 2: Silent Assassin (2002)[21]
- Voce narrante in Praetorians (2003)[22]
- Darkham in Arc - Il tramonto degli Spiriti (2003)[23]
- Jurgen Dexon e Professor Shybkov in Chrome (2003)[24]
- Capo in Hulk (2003)[25]
- Guardia Rossa, Cannone Inferno e Operaio in Command & Conquer: Generals (2003)[26]
- Bruno e Uomo di Susarro 1 in Broken Sword: Il sonno del drago (2003)[27]
- Aton e Amada in Kya: Dark Lineage (2003)
- Djer e Ptah in Egypt III - Il destino di Ramses (2004)[28]
- Yuri Entropov in Shadow Ops: Red Mercury (2004)[29]
- J. Jonah Jameson in Spider-Man 2 (2004)[30] e Spider-Man 3 (2007)[31]
- Zio Monty in Lemony Snicket - Una serie di sfortunati eventi (2004)[32]
- Henry Blore in Agatha Christie: E non ne rimase nessuno (2005)[33]
- Clay Cartwright in Darkwatch (2005)[34]
- Arnaud e Soldato Russo in Commandos: Strike Force (2006)[35]
- Peter Clemenza ne Il padrino (2006)[36]
- Sceriffo in Desperados 2: Cooper's Revenge (2006)[37]
- Edmundo Retinaldo e Caramona in Just Cause (2006)[38]
- Victor Hoffman e  in Gears of War (2006),[39] Gears of War 2 (2008),[40] Gears of War 3 (2011),[41] Gears of War 4 (2016)[42]
- Chap in Gears of War (2006),[39] Gears of War 2 (2008)[40]
- Kraven in Spider-Man 3 (2007)[31]
- Montgomery, Ministro Joe Little e Sacerdote #1 in Jack Keane: Al riscatto dell'Impero britannico (2007)[43]
- Rafiq di Acri in Assassin's Creed (2007)[44]
- Amm. Kahoku in Mass Effect  (2007)[45]
- Henri Simon e Guardia del corpo in Chronicles of Mystery - Il rituale dello scorpione (2008)[46]
- Capitano in Cryostasis: Il Sonno della Ragione (2009)[47]
- Dr. Claude Bouchard Resistance: Retribution (2009)[48]
- Thomas Wayne in Batman: Arkham Asylum (2009)[49]
- Marsh in Mass Effect 2 (2010)[50]
- Generale Flagg in Medal of Honor (2010)[51]
- Samuel in Fable III (2010)[52]
- Nikita Dragovich in Call of Duty: Black Ops (2010)[53]
- Stregone in Assassin's Creed III: Liberation (2012)[54]
- William Birkin in Resident Evil: Operation Raccoon City (2012)[55]
- Presidente Hyperion in Borderlands 2 (2012)[56]
- Il Professore (Ape Escape) in PlayStation All-Stars Battle Royale (2012)
- Schiavo #2 e Spartano #1 in God of War: Ascension (2013)[57]
- Jorge Ruiz in Dead Rising 3 (2013)[58]
- Lord Harold Snowe in Diablo III: Reaper of Souls (2014)[59]
- Dennis Carradine e Stan Lee in The Amazing Spider-Man 2 (2014)[60]
- Harold Tassiter e Flame Knuckle in Borderlands: The Pre-Sequel (2014)[61]
- Walter in Sunset Overdrive (2014)[62]
- Comandante Milizia in Batman: Arkham Knight (2015)[63]
- Karl Marx in Assassin's Creed: Syndicate (2015)[64]
- Cap. Kells e Kent Konnolly in Fallout 4 (2015)[65]
- Radko Maximilian Perry in Deus Ex: Mankind Divided (2016)[66]
- Aramis Stilton in Dishonored 2 (2016)[67]
- Vargas in Dead Rising 4 (2016)[68]
- Il Ragno in Destiny 2 (2017)[69]
- Imperatore Palpatine in Star Wars: Battlefront II (2017)[70]
- Capo botanico e capotecnico in Monster Hunter: World (2018)[71]
- Dutch Roosevelt in Far Cry 5 (2018)[72]
- Riccone in Spyro: Reignited Trilogy (2018)[73]
- Barone in Metro Exodus (2019)[74]
- Black in Call of Duty: Black Ops Cold War (2020)[75]
- Bear Holt in As Dusk Falls (2022)[76]
- Ammiraglio Gerrit in Horizon Forbidden West (2023)[77]
- Capitano dei cavalieri penitenti, Nafain e Omitri in Diablo IV (2023)[78]
- Darren in Spider-Man 2 (2023)[79]